# لیگابوئه (فیلم)
لیگابوئه (ایتالیایی: Ligabue) یک فیلم زندگی‌نامه‌ای درام ایتالیایی به کارگردانی سالواتوره نوچیتا است که در سال ۱۹۷۸ منتشر شد. این فیلم روایتی از زندگی نقاش ایتالیایی آنتونیو لیگابوئه است و فیلم‌نامه‌اش بر پایه کتابی از چزاره زاواتینی نوشته شده است. فلاویو بوچی بابت نقش‌آفرینی در این فیلم برندهٔ روبان نقره‌ای بهترین بازیگر مرد و نوچیتا برندهٔ روبان نقره‌ای بهترین کارگردان شد.

## گزیدهٔ بازیگران
- فلاویو بوچی در نقش آنتونیو لیگابوئه
- آندریا فریول در نقش چزارینا
- پاملا ویلورسی در نقش پیا
- جوزپه پامبیری
- آلساندرو هابر
- رنتسو پالمر
- کریستینا موفا